# 分山貴美子
分山 貴美子（わきやま きみこ、1972年6月 - ）は、日本の口笛演奏家・作曲家・ピアニスト・ウクレレ演奏家である。

## 人物
- 福岡県福岡市出身。福岡県立福岡中央高等学校、国立音楽大学音楽教育学科卒。
- 3オクターブの音域を自在に操り、透き通ったその音色は「ラブリーチューン」と評される[誰によって?]。口笛を楽器として扱い、ソロで演奏するほか、ピアノやウクレレを弾きながら口笛を吹く「弾き吹き」という独自のスタイルを確立させる。コンサート活動やCDリリースの他、東京都内2箇所（2008年現在）で口笛教室を主宰し、口笛の教則本を出版するなど、音楽としての口笛普及に努めている。日本口笛奏者連盟名誉奏者。2007年第34回国際口笛大会成人女子の部総合優勝者。

## 略歴
幼少期に、自宅で飼っていたセキセイインコのさえずりを真似て、口笛を吹き始める。
国立音楽大学在学中、ピアノを弾きながら口笛を吹く「弾き吹き」で、本格的に口笛演奏を始める。口笛のプロになるきっかけは、卒業後の進路について先輩に相談した際、何が得意なのかと問われて「口笛なんですけど」と答えたことだという。因みに相談した「先輩」とは渡辺雄一（盲導犬クイールの一生などの音楽を担当）であるという。
2001年、サザンオールスターズのベーシスト関口和之のソロアルバム「World Hits!? of Southern All Stars」に参加したことで、関口との交流を持つようになる。この時期と前後して、関口の影響でウクレレ演奏を始める。
2004年、関口がオーナーのウクレレショップ・祐天寺PoePoeにて「くちぶえセミナー」を開催。これが後に、同店で開講される常設の「くちぶえ講座」に繋がる。
2007年4月、アメリカ・ノースカロライナ州ルイスバーグで開催された「第34回インターナショナル・ウィスラーズ・コンベンション（IWC, 国際口笛大会）」成人女子の部でクラシック部門とポピュラー部門で１位を獲得し、総合優勝を果たす。これを機に、テレビや新聞、雑誌等のメディア出演、コンサート等を数多く依頼されるようになる。
2008年4月、ビクターエンタテインメントよりアルバム「くちぶえ天国 The Whistling Paradise」をリリースし、メジャーデビューを果たす。同年夏頃（詳細な日にちは不明）から2010年春頃まで、アミューズの所属となる。
2009年4月、アメリカ・ルイスバーグで開催された「第36回国際口笛大会」成人女子の部で総合2位となる。
2011年7月、スマートフォン向けの携帯アプリ「分山貴美子のくちぶえの響き」を公開。同年11月に、銀座Apple Storeでイベントを開催。

## 作品
- くちぶえ（2003年10月10日 自主制作）- 2008年現在、入手困難
- 同じ空の下（2005年8月27日/08年7月25日：リミックス&リマスター盤）- 2008年6月5日よりiTunes Storeで販売
- くちぶえ天国 The Whistling Paradise（2008年4月23日）
- くちぶえ天国2“ピース”（2016年7月6日）

## 参加作品
- World Hits!? of Southern All Stars 関口和之＆砂山オールスターズ（2001年）
- 私の青空 〜 MY BLUE HEAVEN 〜 関口和之（2002年）
- ウクレレ・エルヴィス オムニバスアルバム（2005年）
- DVD BOOK 志ん生復活！落語大全集全13巻（2005年）
- TOKYO PUDDING presents "TOKYO SOUNDSCAPES" / V.A.（2007年）
- 風とギターケース 口笛太郎Duo（2007年）
- 口笛とウクレレ2 関口和之・竹中直人（2008年4月23日）
- ウクレレ番外地 ウクレレえいじ（2008年8月6日）

## 著書
- 『口笛を吹こう』（2007年、角川SSCムック）ISBN 978-4-8275-4307-0
- 『世界チャンピオンと一緒に練習! はじめてのくちぶえレッスン』（2014年、ドレミ楽譜出版社）ISBN 978-4-285-13713-2

## 使用ウクレレとその遍歴
2006年以前LUNAソプラノモデル（T's Guitars製作による復刻版。マホガニーボディ）
2006年頃〜2007年8月頃ファンによる手作りのオリジナルモデル（コンサートロングネック・コアボディ。事故による破損のため手放す）
2007年8月以降〜2008年5月再びLUNAを使用。
2008年5月〜不明Four Leaf Uke製作による"KIMI MODEL"を使用。仕様の違った複数のモデルを所有している。
2018年12月25日以降山崎ギター工房によるオーダーメイド（マホガニーボディのソプラノ）、所有ウクレレとしては初のLow-Gチューニング。
その他彼女の母親が持っていたKAMAKA Keikiを所有している。また2010年7月より、スリンガーランド(1920年代に製造)のバンジョーウクレレも使用している。

## テレビ出演
- 金曜バラエティー（2011年1月28日、NHK総合）
- モヤモヤさまぁ〜ず2（2014年5月25日、テレビ東京）
- ココロのエンジン （2018年1月21日、テレビ東京）
- マツコの知らない世界（2018年2月20日、TBSテレビ）